# Cardiospermum halicacabum
Cardiospermum halicacabum o fanal és una espècie de planta enfiladissa pertanyent a la família de les sapindàcies. És una de les Deu Flors Sagrades de Kerala.

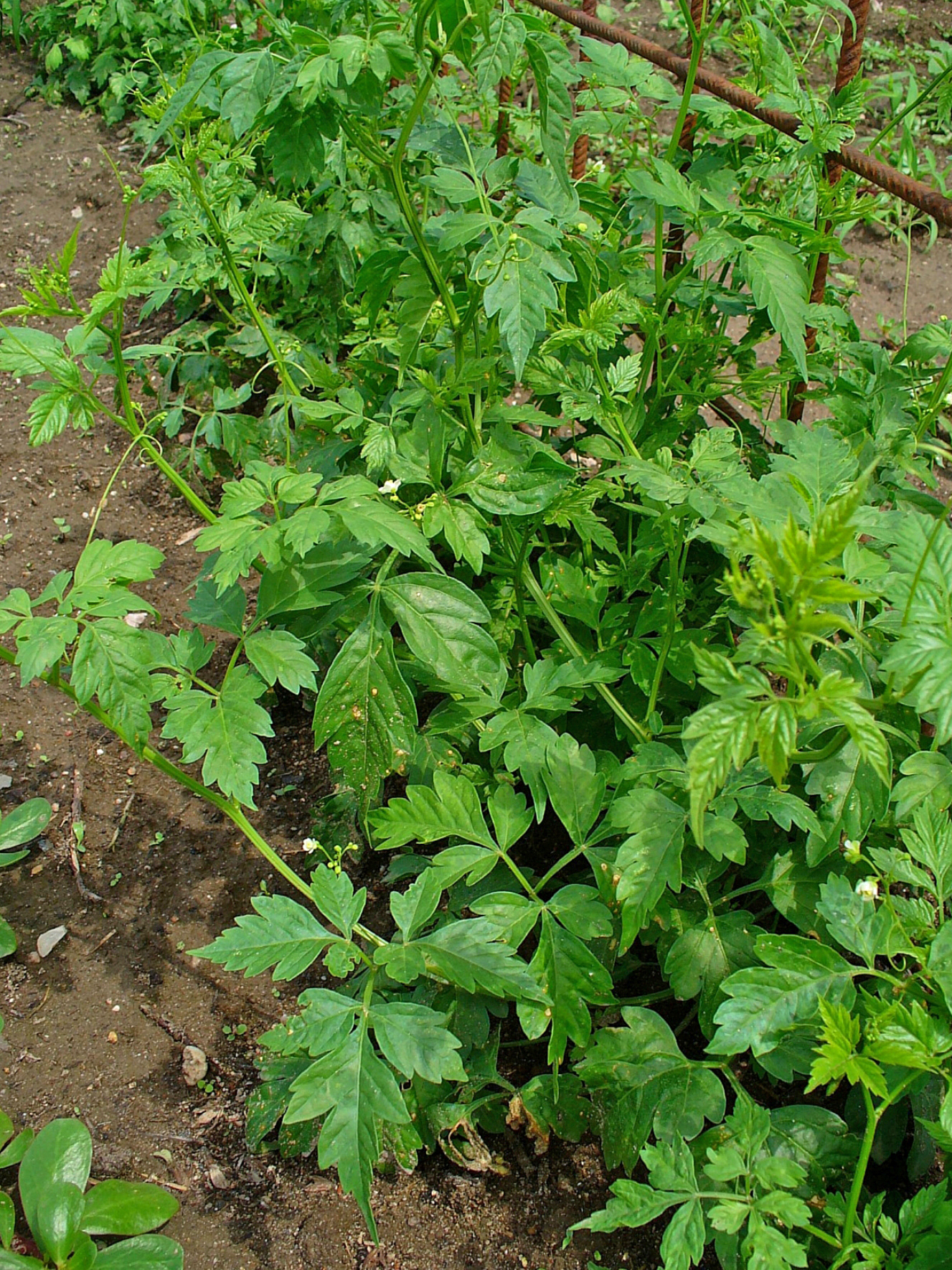
Vista de la planta.

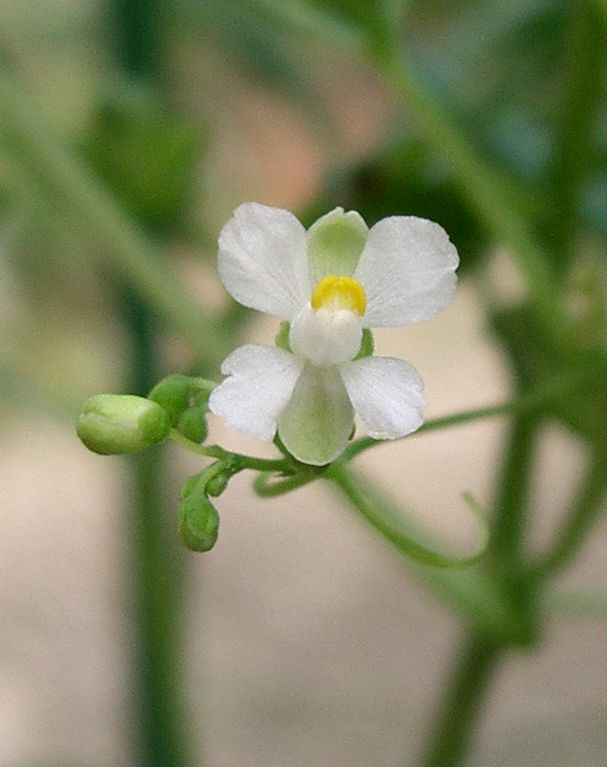
Flor.

## Descripció
Són plantes enfiladisses herbàcies, petites o grans; amb tiges 5–6 acostellades, glabres o pulverulents. Folíols ovalats a oblongs o lanceolats, 2–8 cm de llarg i 1–2.5 cm d'ample, aguts a acuminats en l'àpex, marge profundament incís-dentat, glabres o pubescents, folíol terminal peciolulat, els laterals curtament peciolulats a sèssils; pecíol 1–1.8 cm de llarg, estípules lanceolades, 1 mm de llarg. Inflorescència de tirsos umbel·loides llargament pedunculats, en les arracades, flors fins a 4–5 mm de llarg, glabres; sèpals pubescents; disc amb 2 glàndules suborbiculars conspícues. Fruit subglobós, 3–4 cm de llarg, 3-lobat, membranaci, pubescent; llavors 3–5 mm de diàmetre, negres, arilo cordiforme.

## Distribució
És una espècie ocasional a freqüent, que es troba en àrees alterades, en tot el país; 0–2000 m; fl jul–dic, fr ago–mar; del sud dels Estats Units fins a Sud-amèrica, les Antilles i en els tròpics del Vell Món. Està estretament lligada a Cardiospermum microcarpum.

## Propietats
A Michoacán utilitzen aquesta planta contra la diarrea i a l'Estat de Mèxic, en malalties dels ulls. A més li atribueixen propietats diürètiques i sudorífiques.
A Durango l'aconsellen per a guarir "tacotillos" (gra enterrat o botó que toca principalment el buit axil·lar o ano-valvar). El tractament consisteix a bullir tota la planta i amb la cocció rentar la part afectada, també es col·loquen emplastres de la mateixa planta.

## Taxonomia
Cardiospermum halicacabum va ser descrita per Carl von Linné i publicat a Species Plantarum 366–367. 1753.
Etimologia
Cardiospermum: nom genèric que deriva de les paraules cardio = "cor" i sperma = "llavor".
halicacabum: epítet que deriva del grec: αλικακαβοç que significa "una herba que guareix la dolor de bufeta".
Sinònims
- Cardiospermum acuminatum Miq.
- Cardiospermum corycodes Kunze
- Cardiospermum corycodes Kuntze
- Cardiospermum glabrum Schumach. & Thonn.
- Cardiospermum inflatum Salisb.
- Cardiospermum luridum Blume
- Cardiospermum moniliferum Sw. ex Steud.
- Cardiospermum pumilum Blume
- Cardiospermum truncatum A.Rich.
- Corindum halicacabum (L.) Medik.
- Physalis corymbosa Noronha
- Physalis halicacabum Noronha[6]

## Noms comuns
- fanals, fanalets